# Brady (Teksas)
Brady je grad u američkoj saveznoj državi Teksas. Prema popisu stanovništva iz 2010. u njemu je živjelo 5.528 stanovnika.